# Бердалин, Айтбек Машрапович
Айтбек Машрапович Бердалин (15 июня 1914 — 22 января 1999) — советский партийный деятель Казахской ССР.

## Биография
Родился в Баянаульском районе Павлодарской области, аул № 4 (совхоз Жусалы).
Член ВКП(б)/КПСС.
1933 г.- окончил Лениногорский горно-металлургический техникум.
1954 — 1956 гг. окончил Высшую партийную школу при ЦК КПСС (г. Москва).

## Послужной список
1933 — 1935 гг. геолог, старший техник-геолог Лениногорской геологоразведочной партии (Восточно-Казахстанская область).
1935 — 1937 гг. 2-й секретарь Лениногорского городского комитета ВЛКСМ (Восточно-Казахстанская область).
1937 — 1939 гг. заведующий Отделом Восточно-Казахстанского областного комитета ЛКСМ Казахстана.
1939 — 1940 гг. экономист, начальник Сектора Семипалатинской областной плановой комиссии.
1940 — 1945 гг. в РККА
1946 — 1947 гг. инструктор Семипалатинского областного комитета КП(б) Казахстана.
1947 — 1948 гг. 2-й секретарь Ленинского районного комитета КП(б) Казахстана (Семипалатинск).
1948 г. секретарь Семипалатинского городского комитета КП(б) Казахстана.
1948 — 1952 гг. председатель Семипалатинского областного Совета профсоюзов.
1952 — 1954 гг. председатель Исполнительного комитета Семипалатинского городского Совета.
1956 — 1958 гг. 2-й секретарь Чимкентского городского комитета КП Казахстана.
1958 — 1960 гг. заведующий Отделом партийных органов Южно-Казахстанского областного комитета КП Казахстана.
1960 — 1962 гг. 1-й секретарь Тюлькубасского районного комитета КП Казахстана (Южно-Казахстанская область).
1962 — 12.1964 гг. председатель Исполнительного комитета Чимкентского областного Совета.
12.1964 — 1978 гг. 1-й заместитель председателя Исполнительного комитета Чимкентского областного Совета.
Депутат Верховного Совета КазССР 6-го созыва.
С 1978 года на пенсии.

## Награды
- Орден Красной Звезды
- Орден Отечественной войны
- Орден Трудового Красного Знамени (дважды)
- Орден «Знак Почёта»
- Почетный гражданин города Шымкент.